# Neurophyseta auralis
Neurophyseta auralis là một loài bướm đêm trong họ Crambidae.